# 花園近鉄ライナーズ
花園近鉄ライナーズ（はなぞのきんてつライナーズ、英: Hanazono Kintetsu Liners）は、東大阪市および大阪府をホストエリアとして、ジャパンラグビーリーグワンに所属しているラグビーチームである。略称「花園L」。練習場は、東大阪市花園ラグビー場第2グラウンド。

## 概要
日本屈指の歴史と実績を有する、社会人ラグビーの名門チームである。ホームグラウンドは東大阪市花園ラグビー場（かつての近鉄花園ラグビー場）。
愛称の「ライナーズ」は近畿日本鉄道が運行する近鉄特急「アーバンライナー」に由来し、ラグビーでのスピード感と力強さを表現している。
チームマスコットは近鉄特急『アーバンライナーnext』をモチーフとした「トライナー君」が務めていたが、「花園近鉄ライナーズ」への改称を機にロゴ・エンブレムを一新するとともに、チームマスコットも近鉄特急『ひのとり』をモチーフにした「ライナマン（LINER MAN）」に交代した。

## 歴史

### 黎明期
1927年、大阪電気軌道（通称大軌）社員の有志が集まり高安工場敷地でラグビーの練習を行った（この時、後の近鉄グループ総帥と呼ばれる佐伯勇も参加している）。この練習がきっかけで本格的にメンバーを募集しチームが出来た。その後、花園ラグビー場が開設された1929年に大阪電気軌道ラグビー部として正式に創設された。
戦前・戦中は組織だった全国大会は無かったが、1936年（昭和11年）3月の大阪実業団大会優勝を始め、同大会準優勝3回を誇る。しかし戦争が深まるにつけ次々に部員が召集され、あまり試合も練習も出来なくなっていった。またホームグラウンドである花園ラグビー場も農場や軍事教練場となってしまった。なお1941年（昭和16年）3月15日には大軌と同社の傘下会社・参宮急行電鉄が合併し関西急行鉄道（関急）となり、さらに1944年（昭和19年）6月1日関急と南海鉄道が合併し近畿日本鉄道（近鉄）が発足した。

### 黄金期
1947年（昭和22年）第2回国民体育大会関西予選で優勝し、金沢で行われた第2回国民体育大会に出場する。当時ステータスの高かった国体に出場できたことは大変な栄誉であった。またこの終戦間もない時代の遠征には物資難・食糧難・資金難など幾多の困難があったが、OBや社員の協力で参加することができた。
1948年度の第1回全国社会人ラグビーフットボール大会（各地域リーグの上位チームによるトーナメント、以下 全国社会人大会）に出場。しかし決勝で九州代表の配炭公団に 3-57 と大敗し準優勝に終わる。その後も八幡製鉄等の台頭により、優勝を争える力がありながら、なかなか頂点には届かなかった。加えて1952年度については、全国社会人大会の出場も逃した。巻き返しを図るため、近鉄の選手として初めて日本代表選手となった中島義信が同年度限りで現役を引退すると、翌シーズンより監督に就任することになった。
その甲斐もあり、1953年度に九州電力と両チーム優勝の形で初優勝。宿敵・八幡製鉄が九州電力に地区予選で敗れ出場を逃したという事情があったとはいえ、悲願の「日本一」を達成した。以後、中島が監督時代に、近鉄は同大会で5回の優勝を果たすことになる。
また、1956年に九州電力を決勝で破って、第1回大会以来続いていた九州勢の連続優勝を途絶えさせた。以後、第27回大会までに、優勝8回、準優勝9回に輝いている。特に、八幡製鉄とは全国社会人大会で1951年度から1968年度まで実に12回対戦。うち決勝戦では8回顔を合わせ、社会人チームの二強の一角としても長らく君臨した。戦績は近鉄の2勝10敗（決勝では1勝7敗）と大変分が悪く、加えて1958年度は決勝で、1968年度は準決勝で、それぞれ八幡に敗れて同大会3連覇を阻止された。
1956年度の第9回大会では1回戦から決勝までの全4試合すべてを無失点で優勝し「完全シャットアウト優勝」と言われた。この記録は以後一度も並ばれることは無かった。また同大会では、全55回のうち53回出場および50年連続出場という偉業を成し遂げたことも有名である。
1958年度に開幕した関西社会人リーグ創設時のメンバー でもあり、第1回大会から11連覇、計17回優勝している（トップウェストでの優勝はカウントしていない）。
1961年度には日本選手権の前身であるNHK杯に出場し準優勝した。
1966年度、1967年度、1974年度には日本選手権でも優勝した。
なお、1969年度（1970年1月）は全国社会人大会で優勝し、第7回日本選手権の出場権を得たが出場を辞退した。この年の日本選手権はバンコク（タイ）での第2回アジア選手権と日程が重複していた。多数の日本代表選手を輩出していた関西社会人Aリーグは事前に全7チームの監督名で日本協会に日本選手権の日程変更を申し入れていた。しかし大学の試験時期でもあり日本協会は日程変更せず、全国社会人大会優勝の近鉄はもちろん、準優勝のトヨタ自工、ベスト4の三菱重工京都らは関西勢の総意として棄権した。そのため日本協会は、ベスト4のもう1チームの富士鉄釜石（後の新日鉄釜石）に出場を打診し、富士鉄釜石もこれを了承し日本選手権に出場した。

### 低迷期
1974年度の日本選手権優勝を最後に、坂田好弘（現関西ラグビーフットボール協会会長）、小笠原博（元ワールド監督）らの日本代表経験を持つ選手らが引退し、さらに1976年度シーズン後に今里良三（元日本代表監督、元近鉄ライナーズ部長）や原進（のちのプロレスラー、阿修羅・原）も現役引退。その後若返りを図ったが強化は思うようにいかなかった。
1977年度と1988年度の関西社会人Aリーグで優勝し、その後もAリーグに残留し全国社会人大会の連続出場記録を更新し続けたものの、目立った成績は挙げられなかった。
全国社会人大会には、第1回（1948年度）から最後の大会となる第55回（2002年度）までの間に、実に53回（歴代1位）の出場を果たした。この間、優勝8回（歴代4位）、準優勝9回（歴代2位）、通算137試合（歴代2位）、通算82勝（歴代2位）、50大会連続出場（1953年度-2002年度、歴代1位）という輝かしい記録を残した。

### トップリーグ発足後
2003年度に開幕したジャパンラグビートップリーグに参加し、同時に「近鉄ライナーズ」のチーム名が定められた。2003年度のリーグ戦では3勝8敗で12チーム中10位に終わり入れ替え戦に回ったが、九州電力に47-24で勝利して降格を免れた。
しかし、翌2004年度は2勝9敗で12チーム中11位に終わり、大会規定によりトップウェストAリーグへの自動降格が決定した。チームはこれまで企業の福利厚生を目的とした部活の一環として経営してきたが、2005年度からは企業のシンボルスポーツとしての独立組織に一新させる方針で、運営予算も増額された。また責任者としてOBの今里良三（元日本代表、元近鉄監督、元日本代表監督）を抜擢した。
2005年度はトップウェストAリーグを7戦全勝で優勝し、チャレンジマッチ（トップイースト、トップウェスト、トップキュウシュウの3地域の代表による順位決定戦）に進出。翌2006年度からトップリーグが14チームに拡大されるため、3チーム中2位までに入れば自動昇格による復帰を果たすことができたが、日本IBMビッグブルーに 0-39、コカ・コーラウエストジャパンに 12-15 と連敗し、入れ替え戦でもトップリーグで全敗した福岡サニックスブルースに20-46で敗れ、復帰を果たせなかった。
2006年度はトップウェストAリーグを2連覇して、チャレンジマッチに再挑戦。自動昇格をかけた三菱重工相模原との最終戦に 31-32 の僅差で敗れ自動昇格を逃した。さらに、その後に行われたIBMとの入れ替え戦でも終盤間際に同点 (29-29) に追いつかれた。この場合、大会規定でトップリーグのチームが残留するため、近鉄は2年連続してトップリーグへの復帰を果たせなかった。
2007年度のトップウェストAでは上位3強プレーオフ制度があり、3位以内に入ればチャレンジマッチ出場をかけたプレーオフに出場できる。トップリーグから降格してきたワールドファイティングブルと、ホンダヒートに敗れたものの、辛うじて3位でプレーオフ進出を決めた。プレーオフではホンダ、ワールドを撃破して、トップウェスト3連覇を果たし、チャレンジマッチ1の出場権を得た。チャレンジマッチではマツダブルーズーマーズと横河電機に快勝して1位でトップリーグ復帰を決めた。また33年ぶりに日本選手権に出場し、1回戦で慶應義塾大学を破ったが、続くトヨタ自動車戦は大接戦の末 (43-53) 敗れた。
2008年度はピーター・スローンをヘッドコーチに招聘し、トップリーグ昇格チームながら開幕2連勝、上位チームには勝てなかったが善戦しボーナスポイントを獲得した。下位チームには確実に勝ち、2試合を残して自動降格を回避した。また最終節を待たずに10位以上が決定し入替戦も回避して残留を確定した。最終順位は14チーム中9位であったが、復帰1年目としては好成績であった。
2009年度は更なるステップアップを目指し、大西将太郎・高忠伸・伊藤太進・田中正純など関西出身の実力者を補強。さらにレオン・マクドナルドというビッグネームの補強もあったが、負傷者とコンビネーション不足などが影響し、11位となり入替戦に回った。しかし入替戦では横河に勝ちトップリーグ残留を決めた。
2010年度はリコ・ギアが加入。また、コンビネーションも向上し、しばらく勝てなかった神戸製鋼やトヨタ自動車を破るという金星を挙げた。最終順位はトップリーグ最高タイの9位であった。なお、ピーター･スローンヘッドコーチの契約満了に伴い前田隆介コーチが2011年度より監督に就任することになった。
2011年度は開幕3連勝などの快進撃で、チームとしてはトップリーグで最高位の5位に食い込んだ。翌2012年度は中位チームとの対戦で取りこぼしが多く7位で終了した。
2016年3月には前田隆介監督の退任に伴い坪井章が監督に就任した。しかし2017年度は最終順位で16位（最下位）となり、トップチャレンジリーグに自動降格となった。
2018年度は、ヘッドコーチに前15人制女子日本代表監督である有水剛志が就任。トップチャレンジリーグの1stステージは全勝で通過したが、2ndステージで失速し3位となった。入れ替え戦に出場したが、日野レッドドルフィンズに敗れ、1シーズンでの昇格はならなかった。
2019年度、バックスコーチにショーン・ヘッジャーを迎えアタックを一新。トップリーグカップのプール戦を4勝1敗で終えるも、神戸製鋼戦での敗戦が響き、決勝トーナメント進出を逃した。

### ジャパンラグビーリーグワン時代
2021年7月16日、有水剛志HCの後任としてU-20日本代表のHCをつとめた水間良武HCを招聘、新リーグジャパンラグビーリーグワンの初年度は、DIVISION2（2部リーグ）に振り分けされることになった。同日、チーム名称に花園ラグビー場を入れた「花園近鉄ライナーズ」への名称変更を発表した。
2022年シーズンの2部リーグ戦は、8勝2敗で6チーム中2位となり、上位3チームによる順位決定戦で2部リーグ優勝を果たした。また、1部への自動昇格が決まった。
2022-23年シーズンは、DIVISION1（1部リーグ）で活動。開幕から14連敗の後、2023年4月14日にコベルコ神戸スティーラーズを34-33で破った。最終的にリーグ戦は、1勝15敗で12チーム中12位となった。DIVISION2で全勝優勝した浦安D-Rocksと入替戦を行い、2戦2勝でDIVISION1に踏みとどまった。
2023年7月3日、ヘッドコーチに元日本代表監督である向井昭吾が就任。
2024年5月24日、2023-24シーズン入替戦において、DIVISION2 1位の浦安D-Rocksに2戦2敗し、DIVISION2への降格が決まった。

## タイトル
全国大会
- 日本選手権
  - 優勝：3回（1966, 1967, 1974）
  - 準優勝：2回（1961[注 2], 1963）
- 全国社会人大会
  - 優勝：8回（1953[注 3], 1956, 1957, 1961, 1966, 1967, 1969, 1974）
  - 準優勝：9回（1948, 1951, 1955, 1958, 1959, 1960, 1963, 1965, 1973）

最上位リーグ
- 関西社会人リーグ
  - 優勝：17回（1958, 1959, 1960, 1961, 1962, 1963, 1964, 1965, 1966, 1967[注 4], 1968, 1971, 1972, 1973, 1974, 1977[注 5], 1988）※歴代最多

下位リーグ
- リーグワン DIVISION 2
  - 優勝：1回（2022）
- トップチャレンジリーグ
  - 優勝：1回（2019）
- トップウェストA
  - 優勝：3回（2005, 2006, 2007）

## 成績

### 全国社会人大会戦績
| 回 | 年度 | 地区 | 成績           | 試 | 勝 | 分 | 敗 | 得  | 失  | 差   | 備考                                            |
| -- | ---- | ---- | -------------- | -- | -- | -- | -- | --- | --- | ---- | ----------------------------------------------- |
| 1  | 1948 | 関西 | 準優勝         | 2  | 1  | 0  | 1  | 17  | 57  | -40  | 近鉄のチーム名で出場                            |
| 2  | 1949 | 大阪 | ベスト4        | 2  | 1  | 0  | 1  | 39  | 17  | 22   |                                                 |
| 4  | 1951 | 阪和 | 準優勝         | 3  | 2  | 0  | 1  | 44  | 16  | 28   |                                                 |
| 6  | 1953 | 阪和 | 優勝           | 3  | 2  | 1  | 0  | 54  | 11  | 43   | 両チーム優勝                                    |
| 7  | 1954 | 阪和 | ベスト4        | 2  | 1  | 0  | 1  | 27  | 14  | 13   |                                                 |
| 8  | 1955 | 阪和 | 準優勝         | 3  | 2  | 0  | 1  | 84  | 24  | 60   |                                                 |
| 9  | 1956 | 大阪 | 優勝           | 4  | 4  | 0  | 0  | 66  | 0   | 66   |                                                 |
| 10 | 1957 | 大阪 | 優勝           | 4  | 4  | 0  | 0  | 65  | 9   | 56   |                                                 |
| 11 | 1958 | 大阪 | 準優勝         | 4  | 3  | 0  | 1  | 34  | 17  | 17   |                                                 |
| 12 | 1959 | 大阪 | 準優勝         | 4  | 3  | 0  | 1  | 60  | 24  | 36   |                                                 |
| 13 | 1960 | 大阪 | 準優勝         | 4  | 3  | 0  | 1  | 83  | 6   | 77   |                                                 |
| 14 | 1961 | 大阪 | 優勝           | 4  | 3  | 1  | 0  | 55  | 14  | 41   | 準々決勝は引分（抽選で上位進出） NHK杯に出場    |
| 15 | 1962 | 大阪 | ベスト4        | 3  | 2  | 0  | 1  | 41  | 13  | 28   |                                                 |
| 16 | 1963 | 大阪 | 準優勝         | 4  | 3  | 0  | 1  | 58  | 25  | 33   | 日本選手権に出場                                |
| 17 | 1964 | 大阪 | ベスト4        | 3  | 2  | 0  | 1  | 47  | 17  | 30   |                                                 |
| 18 | 1965 | 大阪 | 準優勝         | 4  | 3  | 0  | 1  | 58  | 17  | 41   |                                                 |
| 19 | 1966 | 大阪 | 優勝           | 4  | 4  | 0  | 0  | 128 | 13  | 115  | 日本選手権に出場                                |
| 20 | 1967 | 大阪 | 優勝           | 4  | 4  | 0  | 0  | 109 | 20  | 89   | 日本選手権に出場                                |
| 21 | 1968 | 大阪 | ベスト4        | 3  | 2  | 0  | 1  | 90  | 31  | 59   |                                                 |
| 22 | 1969 | 大阪 | 優勝           | 4  | 4  | 0  | 0  | 139 | 26  | 113  |                                                 |
| 23 | 1970 | 大阪 | ベスト8        | 2  | 1  | 0  | 1  | 34  | 17  | 17   |                                                 |
| 24 | 1971 | 大阪 | ベスト4        | 3  | 2  | 0  | 1  | 162 | 13  | 149  |                                                 |
| 25 | 1972 | 大阪 | ベスト8        | 2  | 1  | 0  | 1  | 34  | 23  | 11   |                                                 |
| 26 | 1973 | 大阪 | 準優勝         | 4  | 3  | 0  | 1  | 148 | 32  | 116  |                                                 |
| 27 | 1974 | 大阪 | 優勝           | 4  | 3  | 1  | 0  | 57  | 42  | 15   | 準決勝は引分（抽選で上位進出） 日本選手権に出場 |
| 28 | 1975 | 大阪 | ベスト8        | 2  | 1  | 0  | 1  | 50  | 49  | 1    |                                                 |
| 29 | 1976 | 大阪 | ベスト8        | 2  | 1  | 0  | 1  | 59  | 19  | 40   |                                                 |
| 30 | 1977 | 大阪 | ベスト4        | 3  | 2  | 0  | 1  | 50  | 27  | 23   |                                                 |
| 31 | 1978 | 大阪 | ベスト8        | 2  | 1  | 0  | 1  | 44  | 16  | 28   |                                                 |
| 32 | 1979 | 大阪 | ベスト8        | 2  | 1  | 1  | 0  | 55  | 7   | 48   | 準々決勝は引分（抽選で敗退）                    |
| 33 | 1980 | 大阪 | ベスト4        | 3  | 2  | 0  | 1  | 58  | 66  | -8   |                                                 |
| 34 | 1981 | 大阪 | ベスト8        | 2  | 1  | 0  | 1  | 29  | 33  | -4   |                                                 |
| 35 | 1982 | 大阪 | 1回戦敗退      | 1  | 0  | 0  | 1  | 9   | 29  | -20  |                                                 |
| 36 | 1983 | 大阪 | 1回戦敗退      | 1  | 0  | 0  | 1  | 6   | 36  | -30  |                                                 |
| 37 | 1984 | 大阪 | ベスト8        | 2  | 1  | 0  | 1  | 19  | 39  | -20  |                                                 |
| 38 | 1985 | 大阪 | 1回戦敗退      | 1  | 0  | 0  | 1  | 7   | 22  | -15  |                                                 |
| 39 | 1986 | 大阪 | 1回戦敗退      | 1  | 0  | 0  | 1  | 4   | 20  | -16  |                                                 |
| 40 | 1987 | 大阪 | 1回戦敗退      | 1  | 0  | 0  | 1  | 18  | 20  | -2   |                                                 |
| 41 | 1988 | 関西 | 1回戦敗退      | 1  | 0  | 0  | 1  | 13  | 15  | -2   |                                                 |
| 42 | 1989 | 関西 | 1回戦敗退      | 1  | 0  | 0  | 1  | 6   | 50  | -44  |                                                 |
| 43 | 1990 | 関西 | 1回戦敗退      | 1  | 0  | 0  | 1  | 21  | 51  | -30  |                                                 |
| 44 | 1991 | 関西 | ベスト8        | 2  | 1  | 0  | 1  | 24  | 44  | -20  |                                                 |
| 45 | 1992 | 関西 | 1回戦敗退      | 1  | 0  | 0  | 1  | 19  | 51  | -32  |                                                 |
| 46 | 1993 | 関西 | 1回戦敗退      | 1  | 0  | 0  | 1  | 3   | 45  | -42  |                                                 |
| 47 | 1994 | 関西 | 1回戦敗退      | 1  | 0  | 0  | 1  | 20  | 31  | -11  |                                                 |
| 48 | 1995 | 関西 | 予選プール敗退 | 3  | 1  | 0  | 2  | 56  | 126 | -70  |                                                 |
| 49 | 1996 | 関西 | 予選プール敗退 | 3  | 1  | 0  | 2  | 40  | 141 | -101 |                                                 |
| 50 | 1997 | 関西 | 予選プール敗退 | 3  | 0  | 0  | 3  | 64  | 143 | -79  |                                                 |
| 51 | 1998 | 関西 | 予選プール敗退 | 3  | 1  | 0  | 2  | 78  | 191 | -113 |                                                 |
| 52 | 1999 | 関西 | ベスト8        | 4  | 2  | 0  | 2  | 126 | 171 | -45  |                                                 |
| 53 | 2000 | 関西 | ベスト8        | 2  | 1  | 0  | 1  | 51  | 74  | -23  |                                                 |
| 54 | 2001 | 関西 | 1回戦敗退      | 1  | 0  | 0  | 1  | 7   | 55  | -48  |                                                 |
| 55 | 2002 | 関西 | ベスト8        | 4  | 2  | 0  | 2  | 107 | 103 | 4    |                                                 |

### リーグ戦戦績

#### トップリーグ創設以前
| 年度 | 所属リーグ               | Div. | 順位 | 試合 | 勝利 | 引分 | 敗戦 | 得点 | 失点 | 得失差 | 備考                                                  |
| ---- | ------------------------ | ---- | ---- | ---- | ---- | ---- | ---- | ---- | ---- | ------ | ----------------------------------------------------- |
| 1958 | 関西社会人リーグ         | 1部  | 優勝 | 4    | 4    | 0    | 0    | 63   | 17   | 46     |                                                       |
| 1959 | 関西社会人リーグ         | 1部  | 優勝 | 5    | 5    | 0    | 0    | 112  | 24   | 88     |                                                       |
| 1960 | 関西社会人リーグ         | 1部  | 優勝 | 6    | 6    | 0    | 0    | 157  | 26   | 131    |                                                       |
| 1961 | 関西社会人リーグ         | 1部  | 優勝 | 5    | 5    | 0    | 0    | 157  | 17   | 140    |                                                       |
| 1962 | 関西社会人リーグ Aリーグ | 1部  | 優勝 | 3    | 3    | 0    | 0    | 51   | 17   | 34     |                                                       |
| 1963 | 関西社会人リーグ Aリーグ | 1部  | 優勝 | 3    | 3    | 0    | 0    | 106  | 3    | 103    |                                                       |
| 1964 | 関西社会人リーグ Aリーグ | 1部  | 優勝 | 3    | 2    | 1    | 0    | 38   | 12   | 26     |                                                       |
| 1965 | 関西社会人リーグ Aリーグ | 1部  | 優勝 | 4    | 4    | 0    | 0    | 119  | 9    | 110    |                                                       |
| 1966 | 関西社会人リーグ Aリーグ | 1部  | 優勝 | 5    | 5    | 0    | 0    | 190  | 33   | 157    |                                                       |
| 1967 | 関西社会人リーグ Aリーグ | 1部  | 優勝 | 6    | 5    | 0    | 1    | 164  | 67   | 97     | 同率優勝                                              |
| 1968 | 関西社会人リーグ Aリーグ | 1部  | 優勝 | 6    | 5    | 0    | 1    | 156  | 58   | 98     |                                                       |
| 1969 | 関西社会人リーグ Aリーグ | 1部  | 4位  | 6    | 3    | 0    | 3    | 118  | 51   | 67     |                                                       |
| 1970 | 関西社会人リーグ Aリーグ | 1部  | 3位  | 6    | 4    | 0    | 2    | 142  | 54   | 88     | 同率                                                  |
| 1971 | 関西社会人リーグ Aリーグ | 1部  | 優勝 | 6    | 5    | 0    | 1    | 203  | 65   | 138    |                                                       |
| 1972 | 関西社会人リーグ Aリーグ | 1部  | 優勝 | 6    | 6    | 0    | 0    | 280  | 56   | 224    |                                                       |
| 1973 | 関西社会人リーグ Aリーグ | 1部  | 優勝 | 6    | 6    | 0    | 0    | 218  | 32   | 186    |                                                       |
| 1974 | 関西社会人リーグ Aリーグ | 1部  | 優勝 | 6    | 6    | 0    | 0    | 177  | 58   | 119    |                                                       |
| 1975 | 関西社会人リーグ Aリーグ | 1部  | 3位  | 6    | 4    | 0    | 2    | 152  | 77   | 75     |                                                       |
| 1976 | 関西社会人リーグ Aリーグ | 1部  | 2位  | 6    | 5    | 0    | 1    | 220  | 72   | 148    |                                                       |
| 1977 | 関西社会人リーグ Aリーグ | 1部  | 優勝 | 6    | 5    | 0    | 1    | 204  | 89   | 115    | 同率優勝                                              |
| 1978 | 関西社会人リーグ Aリーグ | 1部  | 4位  | 6    | 3    | 0    | 3    | 187  | 119  | 68     | 同率                                                  |
| 1979 | 関西社会人リーグ Aリーグ | 1部  | 5位  | 6    | 2    | 0    | 4    | 122  | 152  | -30    |                                                       |
| 1980 | 関西社会人リーグ Aリーグ | 1部  | 2位  | 7    | 5    | 0    | 2    | 210  | 129  | 81     |                                                       |
| 1981 | 関西社会人リーグ Aリーグ | 1部  | 6位  | 7    | 2    | 0    | 5    | 114  | 156  | -42    |                                                       |
| 1982 | 関西社会人リーグ Aリーグ | 1部  | 5位  | 7    | 3    | 0    | 4    | 130  | 115  | 15     |                                                       |
| 1983 | 関西社会人リーグ Aリーグ | 1部  | 4位  | 7    | 4    | 0    | 3    | 211  | 95   | 116    |                                                       |
| 1984 | 関西社会人リーグ Aリーグ | 1部  | 3位  | 7    | 4    | 1    | 2    | 144  | 62   | 82     | 同率                                                  |
| 1985 | 関西社会人リーグ Aリーグ | 1部  | 2位  | 7    | 5    | 0    | 2    | 193  | 79   | 114    | 同率                                                  |
| 1986 | 関西社会人リーグ Aリーグ | 1部  | 3位  | 7    | 4    | 0    | 3    | 200  | 133  | 67     |                                                       |
| 1987 | 関西社会人リーグ Aリーグ | 1部  | 3位  | 7    | 5    | 0    | 2    | 186  | 100  | 86     |                                                       |
| 1988 | 関西社会人リーグ Aリーグ | 1部  | 優勝 | 7    | 6    | 0    | 1    | 173  | 96   | 77     |                                                       |
| 1989 | 関西社会人リーグ Aリーグ | 1部  | 4位  | 7    | 4    | 0    | 3    | 117  | 108  | 9      |                                                       |
| 1990 | 関西社会人リーグ Aリーグ | 1部  | 5位  | 7    | 3    | 0    | 4    | 181  | 147  | 34     |                                                       |
| 1991 | 関西社会人リーグ Aリーグ | 1部  | 3位  | 7    | 4    | 0    | 3    | 161  | 150  | 11     |                                                       |
| 1992 | 関西社会人リーグ Aリーグ | 1部  | 4位  | 7    | 4    | 0    | 3    | 203  | 242  | -39    |                                                       |
| 1993 | 関西社会人リーグ Aリーグ | 1部  | 7位  | 7    | 2    | 0    | 5    | 149  | 192  | -43    |                                                       |
| 1994 | 関西社会人リーグ Aリーグ | 1部  | 5位  | 7    | 3    | 1    | 3    | 200  | 170  | 30     | 同率4位。順位は抽選による                             |
| 1995 | 関西社会人リーグ Aリーグ | 1部  | 5位  | 7    | 3    | 0    | 4    | 137  | 252  | -115   | 三すくみで4位。順位は当該チーム間の得失トライ差による |
| 1996 | 関西社会人リーグ Aリーグ | 1部  | 5位  | 7    | 2    | 1    | 4    | 222  | 334  | -112   |                                                       |
| 1997 | 関西社会人リーグ Aリーグ | 1部  | 4位  | 7    | 3    | 0    | 4    | 295  | 257  | 38     | 三すくみで4位。順位は当該チーム間のトライ数による     |
| 1998 | 関西社会人リーグ Aリーグ | 1部  | 5位  | 7    | 3    | 0    | 4    | 138  | 224  | -86    |                                                       |
| 1999 | 関西社会人リーグ Aリーグ | 1部  | 5位  | 7    | 3    | 0    | 4    | 184  | 268  | -84    |                                                       |
| 2000 | 関西社会人リーグ Aリーグ | 1部  | 4位  | 7    | 3    | 1    | 3    | 193  | 210  | -17    |                                                       |
| 2001 | 関西社会人リーグ Aリーグ | 1部  | 4位  | 7    | 4    | 0    | 3    | 195  | 236  | -41    |                                                       |
| 2002 | 関西社会人リーグ Aリーグ | 1部  | 5位  | 7    | 3    | 0    | 4    | 227  | 280  | -53    |                                                       |

#### トップリーグ
| シーズン  | 所属リーグ             | Div. | 順位 | 試合 | 勝利 | 引分 | 敗戦 | 得点 | 失点 | 得失差 | 勝点 | 結果                                                                                                | カップ戦                         | 日本選手権 |
| --------- | ---------------------- | ---- | ---- | ---- | ---- | ---- | ---- | ---- | ---- | ------ | ---- | --------------------------------------------------------------------------------------------------- | -------------------------------- | ---------- |
| 2003-2004 | トップリーグ           | 1部  | 10位 | 11   | 3    | 0    | 8    | 292  | 510  | -218   | 18   | リーグ戦：10位 入替戦：残留                                                                         |                                  |            |
| 2004-2005 | トップリーグ           | 1部  | 11位 | 11   | 2    | 0    | 9    | 261  | 514  | -253   | 13   | リーグ戦：11位 トップウェストに自動降格                                                             |                                  |            |
| 2005-2006 | トップウェストA        | 2部  | 優勝 |      |      |      |      |      |      |        |      | リーグ戦：1位 トップチャレンジ1＋入替戦：残留                                                       |                                  |            |
| 2006-2007 | トップウェストA        | 2部  | 優勝 |      |      |      |      |      |      |        |      | リーグ戦：1位 トップチャレンジ1＋入替戦：残留                                                       |                                  |            |
| 2007-2008 | トップウェストA        | 2部  | 優勝 |      |      |      |      |      |      |        |      | リーグ戦：1位 トップチャレンジ1：トップリーグに自動昇格                                             |                                  | ベスト8    |
| 2008-2009 | トップリーグ           | 1部  | 9位  | 13   | 5    | 0    | 8    | 319  | 348  | -29    | 28   | リーグ戦：9位                                                                                       |                                  |            |
| 2009-2010 | トップリーグ           | 1部  | 11位 | 13   | 4    | 1    | 8    | 218  | 348  | -130   | 23   | リーグ戦：11位 入替戦：残留                                                                         |                                  |            |
| 2010-2011 | トップリーグ           | 1部  | 9位  | 13   | 6    | 0    | 7    | 277  | 344  | -67    | 31   | リーグ戦：9位                                                                                       |                                  |            |
| 2011-2012 | トップリーグ           | 1部  | 5位  | 13   | 8    | 0    | 5    | 341  | 311  | 30     | 39   | リーグ戦：5位                                                                                       |                                  |            |
| 2012-2013 | トップリーグ           | 1部  | 7位  | 13   | 6    | 0    | 7    | 356  | 308  | 48     | 33   | リーグ戦：7位                                                                                       |                                  |            |
| 2013-2014 | トップリーグ           | 1部  | 10位 | 7    | 2    | 0    | 5    | 139  | 167  | -28    | 13   | リーグ戦：1stステージ・プールB・6位                                                                 |                                  |            |
| 2013-2014 | トップリーグ           | 1部  | 10位 | 7    | 5    | 0    | 2    | 187  | 158  | 29     | 27   | リーグ戦：2ndステージ・グループB・2位                                                               |                                  |            |
| 2014-2015 | トップリーグ           | 1部  | 12位 | 7    | 4    | 0    | 3    | 182  | 178  | 4      | 22   | リーグ戦：1stステージ・プールB・5位                                                                 |                                  |            |
| 2014-2015 | トップリーグ           | 1部  | 12位 | 7    | 4    | 0    | 3    | 167  | 168  | -1     | 25   | リーグ戦：2ndステージ・グループB・4位                                                               |                                  |            |
| 2015-2016 | トップリーグ           | 1部  | 7位  | 7    | 5    | 0    | 2    | 189  | 193  | -4     | 23   | リーグ戦：プールA・3位 順位決定トーナメント：7位                                                    | プレシーズンリーグ：7位          |            |
| 2016-2017 | トップリーグ           | 1部  | 13位 | 15   | 3    | 0    | 12   | 268  | 417  | -149   | 18   | リーグ戦：13位 入替戦：残留                                                                         |                                  |            |
| 2017-2018 | トップリーグ           | 1部  | 16位 | 13   | 4    | 0    | 9    | 213  | 365  | -152   | 17   | リーグ戦：レッドカンファレンス・8位 総合順位決定トーナメント：16位 トップチャレンジリーグに自動降格 |                                  |            |
| 2018-2019 | トップチャレンジリーグ | 2部  | 3位  | 7    | 7    | 0    | 0    | 301  | 86   | 215    | 34   | リーグ戦：1stステージ・1位                                                                          |                                  |            |
| 2018-2019 | トップチャレンジリーグ | 2部  | 3位  | 3    | 1    | 0    | 2    | 82   | 50   | 32     | 8    | リーグ戦：2ndステージ・3位 入替戦：残留                                                             |                                  |            |
| 2019-2020 | トップチャレンジリーグ | 2部  | 優勝 | 7    | 7    | 0    | 0    | 395  | 107  | 288    | 34   | リーグ戦：1位 入替戦：大会中止                                                                      | トップリーグカップ：プール戦敗退 |            |
| 2021      | トップチャレンジリーグ | 2部  | 2位  | 3    | 3    | 0    | 0    | 158  | 59   | 99     | 15   | リーグ戦：Aグループ・1位 順位決定戦：2位 プレーオフトーナメント：2回戦敗退                          |                                  |            |

#### JAPAN RUGBY LEAGUE ONE
| シーズン | DIVISION  | 最終順位 | リーグ順位    | 試合数 | 勝点 | 勝 | 分 | 負 | 得点 | 失点 | 得失差 | 順位決定戦/入替戦                  | 備考                 |
| -------- | --------- | -------- | ------------- | ------ | ---- | -- | -- | -- | ---- | ---- | ------ | ---------------------------------- | -------------------- |
| 2022     | DIVISION2 | 優勝     | 2位/6チーム   | 10     | 40   | 8  | 0  | 2  | 502  | 187  | 315    | 優勝/3チーム 自動昇格              | [ 10 ] [ 11 ]        |
| 2022-23  | DIVISION1 | 12位     | 12位/12チーム | 16     | 5    | 1  | 0  | 15 | 297  | 854  | -557   | DIVISION2 1位との入替戦勝利・残留  | [ 12 ] [ 13 ]        |
| 2023-24  | DIVISION1 | 12位     | 12位/12チーム | 16     | 6    | 1  | 0  | 15 | 353  | 704  | -351   | DIVISION2 1位との入替戦敗退・降格  | [ 14 ] [ 15 ]        |
| 2024-25  | DIVISION2 | 2位      | 2位/8チーム   | 14     | 51   | 10 | 1  | 3  | 489  | 296  | 193    | DIVISION1 11位との入替戦敗退・残留 | [ 16 ] [ 17 ] [ 18 ] |

## 2024-25シーズンの順位
| \| \| JAPAN RUGBY LEAGUE ONE 2024-25 DIVISION 2 順位表（2025年5月31日時点）出典：[19] \| 編集 \|                                                                                        | | | | | | | | | | | | | | | | |
| リーグ戦 順位 | チーム | 試合数 | 勝ち点 | 勝 | 分 | 負 | 得点 | 失点 | 得失差 | T | G | PG | DG | 反則数 | 入替戦 | 最終結果 |
| 優勝 | 豊田自動織機シャトルズ愛知 | 14 | 52 | 11 | 0 | 3 | 482 | 266 | 216 | 71 | 56 | 5 | 0 | 173 | 第13節でDIVISION2優勝決定 DIVISION1 12位との入替戦                                                                                                  | 残留 |
| 2位 | 花園近鉄ライナーズ | 14 | 51 | 10 | 1 | 3 | 489 | 296 | 193 | 72 | 51 | 9 | 0 | 159 | 第14節で2位決定 DIVISION1 11位との入替戦 | 残留 |
| 3位 | NECグリーンロケッツ東葛 | 14 | 49 | 10 | 0 | 4 | 513 | 313 | 200 | 76 | 59 | 4 | 1 | 167 | ‐ | ‐ |
| 4位 | レッドハリケーンズ大阪 | 14 | 30 | 6 | 0 | 8 | 337 | 356 | -19 | 43 | 31 | 20 | 0 | 159 | ‐ | ‐ |
| 5位 | 日野レッドドルフィンズ | 14 | 26 | 5 | 1 | 8 | 348 | 507 | -159 | 50 | 34 | 10 | 0 | 184 | ‐ | ‐ |
| 6位 | 九州電力キューデンヴォルテクス | 14 | 21 | 5 | 1 | 8 | 327 | 436 | -109 | 40 | 29 | 22 | 1 | 157 | 第14節でD3入替戦を回避決定 | ‐ |
| 7位 | 清水建設江東ブルーシャークス | 14 | 24 | 5 | 1 | 8 | 345 | 487 | -142 | 44 | 34 | 19 | 0 | 157 | DIVISION3 2位との入替戦 | 残留 |
| 8位 | 日本製鉄釜石シーウェイブス | 14 | 11 | 2 | 0 | 12 | 326 | 506 | -180 | 44 | 35 | 12 | 0 | 148 | 第13節で最下位確定 DIVISION3 1位との入替戦 | 残留 |
| | | | | | | | | | | | | | | | | |
| - 勝ち点は、勝ち4点、引き分け2点、負け0点。 - ただし、7点差以内の負けは1点を付与、3トライ差以上での勝ちは追加で1点を付与。 - 同じ勝ち点である場合は下記の順番で順位を決定する。 1. 抽選 | - 勝ち点は、勝ち4点、引き分け2点、負け0点。 - ただし、7点差以内の負けは1点を付与、3トライ差以上での勝ちは追加で1点を付与。 - 同じ勝ち点である場合は下記の順番で順位を決定する。 1. 抽選 | - 勝ち点は、勝ち4点、引き分け2点、負け0点。 - ただし、7点差以内の負けは1点を付与、3トライ差以上での勝ちは追加で1点を付与。 - 同じ勝ち点である場合は下記の順番で順位を決定する。 1. 抽選 | - 勝ち点は、勝ち4点、引き分け2点、負け0点。 - ただし、7点差以内の負けは1点を付与、3トライ差以上での勝ちは追加で1点を付与。 - 同じ勝ち点である場合は下記の順番で順位を決定する。 1. 抽選 | - 勝ち点は、勝ち4点、引き分け2点、負け0点。 - ただし、7点差以内の負けは1点を付与、3トライ差以上での勝ちは追加で1点を付与。 - 同じ勝ち点である場合は下記の順番で順位を決定する。 1. 抽選 | - 勝ち点は、勝ち4点、引き分け2点、負け0点。 - ただし、7点差以内の負けは1点を付与、3トライ差以上での勝ちは追加で1点を付与。 - 同じ勝ち点である場合は下記の順番で順位を決定する。 1. 抽選 | - 勝ち点は、勝ち4点、引き分け2点、負け0点。 - ただし、7点差以内の負けは1点を付与、3トライ差以上での勝ちは追加で1点を付与。 - 同じ勝ち点である場合は下記の順番で順位を決定する。 1. 抽選 | - 勝ち点は、勝ち4点、引き分け2点、負け0点。 - ただし、7点差以内の負けは1点を付与、3トライ差以上での勝ちは追加で1点を付与。 - 同じ勝ち点である場合は下記の順番で順位を決定する。 1. 抽選 | - 勝ち点は、勝ち4点、引き分け2点、負け0点。 - ただし、7点差以内の負けは1点を付与、3トライ差以上での勝ちは追加で1点を付与。 - 同じ勝ち点である場合は下記の順番で順位を決定する。 1. 抽選 | - 勝ち点は、勝ち4点、引き分け2点、負け0点。 - ただし、7点差以内の負けは1点を付与、3トライ差以上での勝ちは追加で1点を付与。 - 同じ勝ち点である場合は下記の順番で順位を決定する。 1. 抽選 | - 勝ち点は、勝ち4点、引き分け2点、負け0点。 - ただし、7点差以内の負けは1点を付与、3トライ差以上での勝ちは追加で1点を付与。 - 同じ勝ち点である場合は下記の順番で順位を決定する。 1. 抽選 | - 勝ち点は、勝ち4点、引き分け2点、負け0点。 - ただし、7点差以内の負けは1点を付与、3トライ差以上での勝ちは追加で1点を付与。 - 同じ勝ち点である場合は下記の順番で順位を決定する。 1. 抽選 | - 勝ち点は、勝ち4点、引き分け2点、負け0点。 - ただし、7点差以内の負けは1点を付与、3トライ差以上での勝ちは追加で1点を付与。 - 同じ勝ち点である場合は下記の順番で順位を決定する。 1. 抽選 | - 勝ち点は、勝ち4点、引き分け2点、負け0点。 - ただし、7点差以内の負けは1点を付与、3トライ差以上での勝ちは追加で1点を付与。 - 同じ勝ち点である場合は下記の順番で順位を決定する。 1. 抽選 | - 勝ち点は、勝ち4点、引き分け2点、負け0点。 - ただし、7点差以内の負けは1点を付与、3トライ差以上での勝ちは追加で1点を付与。 - 同じ勝ち点である場合は下記の順番で順位を決定する。 1. 抽選 | - 1位はDIVISION1の12位と、 2位はDIVISION1の11位と、 それぞれ入替戦を行う。 - 7位はDIVISION3の2位と、 8位はDIVISION3の1位と、 それぞれ入替戦を行う。 | - 1位はDIVISION1の12位と、 2位はDIVISION1の11位と、 それぞれ入替戦を行う。 - 7位はDIVISION3の2位と、 8位はDIVISION3の1位と、 それぞれ入替戦を行う。 |
| | JAPAN RUGBY LEAGUE ONE 2024-25 DIVISION 2 順位表（2025年5月31日時点）出典： | 編集 | | | | | | | | | | | | | | |

## 2025-26シーズンのスコッド
開幕前、2025-26シーズンでの選手登録までは、「チームに所属している選手」の一覧に過ぎないことに留意。
カテゴリA（日本代表の実績または資格あり）は、試合登録枠17名以上、同時出場可能枠11名以上。カテゴリB（日本代表の資格獲得見込み）は、試合登録枠・同時出場可能枠ともに任意。カテゴリC（他国代表歴あり等、カテゴリ A, B以外）は、試合登録枠3名以下。
花園近鉄ライナーズの2025-26シーズンのスコッドは下記のとおり。2025年7月22日現在。
監督: 太田春樹
| 選手                         | ポジション     | 身長  | 体重  | 誕生日（年齢）         | 登録区分  |
| ---------------------------- | -------------- | ----- | ----- | ---------------------- | --------- |
| 岡本慎太郎                   | プロップ       | 182cm | 112kg | 1996年4月12日（29歳）  | カテゴリA |
| 岩上龍                       | プロップ       | 180cm | 110kg | 2000年9月29日（24歳）  | カテゴリA |
| 井上優士                     | プロップ       | 182cm | 105kg | 2000年7月21日（25歳）  | カテゴリA |
| ラタ・タンギマナ             | プロップ       | 183cm | 118kg | 1998年1月23日（27歳）  | カテゴリA |
| 高橋虎太郎                   | プロップ       | 177cm | 110kg | 2000年2月23日（25歳）  | カテゴリA |
| 文裕徹                       | プロップ       | 180cm | 110kg | 1999年2月9日（26歳）   | カテゴリA |
| 田中健太                     | プロップ       | 177cm | 104kg | 1994年2月3日（31歳）   | カテゴリA |
| 曽根隆慎                     | プロップ       | 174cm | 104kg | 2002年7月24日（22歳）  | カテゴリA |
| 小林龍司                     | プロップ       | 178cm | 115kg | 2002年10月10日（22歳） | カテゴリA |
| 平野翔平                     | プロップ       | 178cm | 120kg | 1993年8月3日（31歳）   | カテゴリA |
| 福井翔                       | フッカー       | 172cm | 98kg  | 2000年5月6日（25歳）   | カテゴリA |
| 上山黎哉                     | フッカー       | 175cm | 99kg  | 1999年9月28日（25歳）  | カテゴリA |
| 松田一真                     | フッカー       | 170cm | 99kg  | 1998年8月22日（26歳）  | カテゴリA |
| 金子惠一                     | フッカー       | 177cm | 100kg | 1996年8月19日（28歳）  | カテゴリA |
| シミオネ・シュミット         | ロック         | 195cm | 118kg | 2001年4月15日（24歳）  | カテゴリA |
| ミッチェル・ブラウン         | ロック         | 194cm | 110kg | 1993年8月15日（31歳）  | カテゴリB |
| パトリック・タファ           | ロック         | 194cm | 118kg | 1999年7月19日（26歳）  | カテゴリA |
| サナイラ・ワクァ             | ロック         | 202cm | 120kg | 1995年7月17日（30歳）  | カテゴリA |
| ジェームス・ブラックウェル   | ロック         | 193cm | 111kg | 1995年4月1日（30歳）   | カテゴリB |
| 牧野内翔馬                   | ロック         | 190cm | 110kg | 1994年11月5日（30歳）  | カテゴリA |
| キラン・マクドナルド         | ロック         | 202cm | 116kg | 1994年11月1日（30歳）  | カテゴリB |
| ライノ・ピータース           | ロック         | 197cm | 117kg | 1998年8月6日（26歳）   | カテゴリB |
| 宮下大輝                     | フランカー     | 181cm | 98kg  | 1999年8月10日（25歳）  | カテゴリA |
| 横井隼                       | フランカー     | 183cm | 99kg  | 1997年7月29日（27歳）  | カテゴリA |
| ジェド・ブラウン             | フランカー     | 186cm | 105kg | 1991年3月12日（34歳）  | カテゴリA |
| 菅原貴人                     | フランカー     | 185cm | 105kg | 1996年9月22日（28歳）  | カテゴリA |
| 野中翔平                     | フランカー     | 183cm | 100kg | 1995年11月17日（29歳） | カテゴリA |
| 石浦大貴                     | フランカー     | 178cm | 98kg  | 2002年1月18日（23歳）  | カテゴリA |
| 松永壮太朗                   | フランカー     | 187cm | 100kg | 2002年7月4日（23歳）   | カテゴリA |
| アキラ・イオアネ             | ナンバー8      | 196cm | 114kg | 1995年6月16日（30歳）  | カテゴリC |
| 梅村柊羽                     | ナンバー8      | 183cm | 100kg | 2001年3月2日（24歳）   | カテゴリA |
| 河村謙尚                     | スクラムハーフ | 171cm | 80kg  | 1999年10月14日（25歳） | カテゴリA |
| 人羅奎太郎                   | スクラムハーフ | 166cm | 72kg  | 1998年12月11日（26歳） | カテゴリA |
| 中村友哉                     | スクラムハーフ | 162cm | 68kg  | 1998年6月25日（27歳）  | カテゴリA |
| 藤原恵太                     | スクラムハーフ | 174cm | 81kg  | 1994年6月27日（31歳）  | カテゴリA |
| 丸山凜太朗                   | スタンドオフ   | 175cm | 84kg  | 1999年12月17日（25歳） | カテゴリA |
| ウィル・ハリソン             | スタンドオフ   | 178cm | 89kg  | 1999年7月30日（25歳）  | カテゴリB |
| 吉本匠                       | スタンドオフ   | 171cm | 85kg  | 1997年11月16日（27歳） | カテゴリA |
| ステイリンパトリック         | スタンドオフ   | 178cm | 98kg  | 1992年12月15日（32歳） | カテゴリA |
| 野口大輔                     | スタンドオフ   | 178cm | 90kg  | 1993年6月14日（32歳）  | カテゴリA |
| マニー・リボック             | スタンドオフ   | 174cm | 81kg  | 1994年6月27日（31歳）  | カテゴリC |
| ヴィンセント・セフォ         | ウイング       | 191cm | 105kg | 2003年6月6日（22歳）   | カテゴリB |
| 林隆広                       | ウイング       | 176cm | 84kg  | 2000年2月3日（25歳）   | カテゴリA |
| 木村朋也                     | ウイング       | 175cm | 81kg  | 1998年4月4日（27歳）   | カテゴリA |
| 髙野蓮                       | ウイング       | 176cm | 87kg  | 1996年7月19日（29歳）  | カテゴリA |
| 片岡涼亮                     | ウイング       | 171cm | 85kg  | 1997年10月22日（27歳） | カテゴリA |
| 中川湧眞                     | ウイング       | 169cm | 76kg  | 2002年7月2日（23歳）   | カテゴリA |
| ティモ・スフィア             | センター       | 180cm | 110kg | 1996年11月7日（28歳）  | カテゴリA |
| 岡村晃司                     | センター       | 170cm | 85kg  | 1998年6月12日（27歳）  | カテゴリA |
| 小野木晃英                   | センター       | 171cm | 85kg  | 1997年7月31日（27歳）  | カテゴリA |
| 江川剛人                     | センター       | 184cm | 85kg  | 2000年8月19日（24歳）  | カテゴリA |
| ピーター・ウマガ＝ジェンセン | センター       | 187cm | 102kg | 1997年12月13日（27歳） | カテゴリC |
| バーガー・オーデンダール     | センター       | 187cm | 100kg | 1993年4月15日（32歳）  | カテゴリB |
| 雲山弘貴                     | フルバック     | 187cm | 95kg  | 1999年7月18日（26歳）  | カテゴリA |
| 竹田宜純                     | フルバック     | 180cm | 93kg  | 1991年4月29日（34歳）  | カテゴリA |

## 過去の主な所属選手
- 田中有道
- 井上成一
- 沢田健一
- 合田夷
- 松下栄
- 柘植平内
- 大江賀寿雄
- 中島義信
- 門戸良太郎
- 南義明(貝元義明)
- 上坂桂造
- 前田恭平
- 福田廣
- 近藤功
- 中山忠
- 神庭正生
- 伊海田誠男
- 川崎守央
- 大久保吉則
- 神野崇
- 石塚広治
- 坂田好弘
- 鎌田勝美
- 小笠原博
- 犬伏一誠
- 今里良三
- 原進
- 黒坂敏夫
- 栗原進
- 下司光男
- 吉野一仁
- 吉田正雄
- 首藤幸一
- 豊田偉明
- 小西謹也
- 中谷誠
- 山内逸央
- 岡本時和
- 浜辺和
- 佐藤憲治
- 前田隆介
- 坪井章
- 辻本裕
- 大藪淳
- 吉村太一
- 石田大起
- 橋本俊治
- 蠣崎竜太
- トゥクルア・ロコツイ
- 中井太喜
- ルアタンギ・侍バツベイ
- 四宮洋平
- ピーター・スローン
- レオン・マクドナルド
- 大西将太郎
- 佐久間隆
- 坂本和城
- 鄭貴弘
- 壇辻勇佑
- ダミアン・デアレンディ
- ピエール・スピース
- リコ・ギア
- 李陽
- 佐藤幹夫
- 重光泰昌
- 金哲元
- イオプ・イオプアソ
- トンプソンルーク
- 寺田桂太
- 辻直幸
- 堀大志
- 福居武
- 吉井耕平
- 和田大輔
- 井波健太郎
- 宮田一馬
- 山口知貴
- 長江有祐
- 高島卓久馬
- ディーン・ミュアー
- 中村彰
- 山口浩平
- アンドリース・クッツェー
- マイケル・ストーバーク
- ライアン・ローレンス
- 萩原寿哉
- 住吉藍好
- 石井智亮
- 田淵慎理
- 正面健司
- 才田修二
- 豊田大樹
- 前田龍佑
- レイルアマーフィー
- シラ・プアフィシ
- 尾上俊光
- サム・トムソン
- 矢次啓佑
- トゥキリロテ
- 森田尚希
- 樫本敦
- 南藤辰馬
- 李城鏞
- 牛窪心希
- 廣野翔太
- ベン・トゥーリス
- ツポウテビタ
- セバスチャン・シアラウ
- 金澤春樹
- ジョシュア・ノーラ

【2025年5月退団↓】
- ネスタ・マヒナ
- 佐々木駿
- 三竹康太
- アンドリュー・マカリオ
- ジョセフ・ドモニ
- サム・ジェフリーズ
- 村田毅
- セルホゼ
- 佐原慧大
- ウィル・ゲニア
- クウェイド・クーパー
- ブレンダン・ベンター
- 小林広人
- トム・ヘンドリクソン
- セミシ・マシレワ
- リエキナ・カウフシ
- アカウオラ・マヌ

## 過去の著名な選手
- 坂田好弘

1965年から1975年まで所属。
ポジションはウイングで日本代表cap16。
現在は日本協会理事、関西協会顧問を務める。
「セカイのサカタ」や「空飛ぶウイングサカタ」と称され、東洋人初のラグビー殿堂入りを果たした。
- 今里良三

1969年から1976年まで選手として所属。その後は監督などを務め、現在は部長を務めている。
1979年には日本代表監督を務めた。
ポジションはスクラムハーフで日本代表23cap
- 大西将太郎

2009年から2013年まで所属。
ポジションはスタンドオフ、センター。
日本代表では33capで2007W杯でカナダを相手に同点ゴールを決め、日本のW杯での連敗記録を13で止めた。
W杯は2007 年フランス大会に出場した。
- ダミアン・デアレンデ

2017年所属。ポジションはセンターで南アフリカ代表。
現在は埼玉WKに所属している。
W杯は2015、2019、2023の三大会に連続出場している。
- タウファ統悦

2005年から2018年まで所属。
ポジションはフランカーで、
現在は花園近鉄ライナーズのアシスタントコーチ兼普及担当を務めている。
日本代表キャップ数は22でW杯は2011に出場した。
- トンプソン・ルーク

2006年から2020年まで所属。
ポジションはロック。
日本代表では71cap、45得点で最年長出場記録保持者。
W杯は2007、2011、2015、2019の4大会に連続出場した。
- シラ・プアフィシ

2022年所属。
ポジションはプロップでトンガ代表31cap。
トンガ海底火山噴火によるチャリティーマッチのトンガサムライXVスコッドにも選ばれた。。
- シオサイア・フィフィタ

2021年から2023年まで所属。
ポジションはセンター、ウイング。
日本代表のキャップを持ちラグビーW杯2023にも出場した。
- ベン・トゥーリス

2022年から2024年まで所属。
ポジションはロック。
スコットランド代表でCap26を持ち、ラグビーW杯2019日本大会に出場した。
- セミシ・マシレワ

2017年から2025年まで所属。
ポジションはウイング、フルバック。
日本代表でcap7（10得点）を持つ。
ラグビーW杯2023フランス大会に出場するも、2戦目のイングランド代表戦にて負傷し、チームを途中離脱した。
- ウィル・ゲニア

2019年から2025年まで所属。
ポジションはスクラムハーフ。
オーストラリア代表でcap110（90得点）を誇る。
W杯は2011、2015、2019の3大会に連続出場した。
- クウェイド・クーパー

2019年から2025年まで所属。
ポジションはスタンドオフ。
オーストラリア代表でcap79（208得点）を誇る。
また、7人制ラグビー オーストラリア代表としての出場経験もある。
W杯は2011、2015の2大会に連続出場した。